# André Serot
André Pierre Serot (* 24. Juli 1896 in Xertigny; † 17. September 1948 in Jerusalem) war ein Colonel der französischen Luftwaffe.
Er nahm als Freiwilliger am Ersten Weltkrieg teil und bekam 1916 das Croix de guerre verliehen. Ein Jahr später erhielt er die Zulassung zur Offiziersausbildung an der Militärschule Saint-Cyr und wurde Aufklärungspilot. Während des Zweiten Weltkrieges war er nach der Besetzung seines Heimatlandes für einen verdeckt wirkenden französischen Spionageabwehrdienst tätig.
Nach dem Ende des Krieges wurde er 1947 Militärbeobachter für die Vereinten Nationen (UN) und Kommandeur des französischen Kontingents der UN-Friedensmission zur Überwachung des Waffenstillstandes im Nahen Osten. Er begleitete in dieser Funktion den als UN-Vermittler im Palästinakrieg tätigen schwedischen Offizier Folke Bernadotte. Am 17. September 1948 wurden beide von Angehörigen der jüdischen Terroristen-Gruppe Lechi erschossen.
Die Gruppe Lechi wurde wenige Tage nach dem Mordanschlag durch ein Verbotsgesetz der neuen israelischen Regierung und die Verhaftung ihrer Führer zerschlagen. Nathan Yellin-Mor, der an der Ermordung Bernadottes und Serots beteiligt gewesen sein soll, wurde 1949 wegen Mitgliedschaft in einer terroristischen Organisation verurteilt, jedoch bereits kurze Zeit später wieder freigelassen.